# 何君惠

何君惠，MV中誕生的剪輯師。

## 電影作品
- 2019年《拳力以父》鄭人碩主演
- 2016年《第11屆大阪亞洲電影節》藥師真珠演員賞（最佳演員獎）－ 陳嘉樺
- 2016年《第49屆休士頓國際影展》喜劇類最佳影片金獎
- 2015《缺角一族》
- 2012《飲食男女：好遠又好近》
- 2012年 《第62屆柏林影展》「美食電影」單元閉幕片

## 電視作品
- 2018《在愛之外》
- 2016《姜老師，你談過戀愛嗎？》（植劇場）
- 2016《積木之家》（植劇場）
- 2015《望你早歸 (2015年大愛電視劇)》
- 2012《家好月圓 (大愛劇場)》
- 2011《華麗的挑戰 (電視劇)》
- 2010《國民英雄》
- 2010《倪亞達》
- 2009《熱血青春》
- 2008《翻滾吧！蛋炒飯》
- 2007《霹靂MIT》
- 2007《親親小爸》
- 2006《東方茱麗葉》
- 2006《愛殺17》
- 2003《心動列車》

## 網劇
- 2015《孤独的美食家 (中国电视剧)》

## 紀錄片
- 《台灣競爭力的故事》天下雜誌
- 《台灣人物誌-張明正》Discovery

## 短片/MV
- 2016《Home Run Movie_一個人的戰場 盧曉晴 （页面存档备份，存于）》
- 2015《冰箱》閱讀時光
- 2015《後來》閱讀時光
- 2015《降生十二星座》[1]（文化部推出臺灣文學劇場 - 閱讀時光）
  - 本片入圍2015年高雄電影節 國際短片競賽
  - 本片入圍18屆台北電影獎-短片類
- 2014《第十八屆國家文藝獎得主-舞台設計家王孟超 （页面存档备份，存于）》
- 2014《第十八屆國家文藝獎得主-指揮家 簡文彬 （页面存档备份，存于）》
- 2013《阿罩霧風雲官方預告（页面存档备份，存于）》
- 2013《《只要一分鐘》前導預告─汪汪!我是里拉 （页面存档备份，存于）》

- 2015《電影「真相禁區」同名主題曲 - 楊宗緯《真相禁區》MV》
- 《梁詠琪_淚光 （页面存档备份，存于）》
- 《張懸_無狀態（页面存档备份，存于）》
- 《F.I.R. 飛兒樂團_我們的愛（页面存档备份，存于）》
- 《蔡健雅_陌生人》
- 《張震嶽_就讓這首歌（页面存档备份，存于）》

1. ↑  【閱讀時光｜《降生十二星座》】廖士涵：這篇小說觸碰到我們的青春 （页面存档备份，存于），博客來，2015年7月3日